# Paris n'existe pas
Pour plus de détails, voir Fiche technique et Distribution.
Paris n'existe pas est un film français réalisé par Robert Benayoun et sorti en 1969.

## Synopsis
Invité à une soirée, Simon, un artiste, fume une substance aux propriétés hallucinogènes. Après cette expérience, il développe des capacités extrasensorielles qui lui permettent de voir non seulement dans l'espace mais aussi dans le futur et le passé. En retournant à son domicile, Simon se met à voir la femme qui occupait l'appartement trente ans plus tôt. Un ami tente de le rassurer. Ces dons lui proviennent de sa sensibilité artistique à fleur de peau, rien de plus. Mais Simon n'est pas convaincu, car les hallucinations se font plus précises. Elles menacent aussi bien sa vie personnelle que professionnelle.

## Fiche technique
- Titre : Paris n'existe pas
- Réalisation : Robert Benayoun
- Assistant réalisateur : Philippe Lefebvre
- Photographie : Pierre Goupil
- Musique : Serge Gainsbourg et Jean-Claude Vannier
- Montage : Jean Ravel
- Décors : Jacques Dugied
- Sociétés de production :  OPERA (Office de productions, éditions et réalisations artistiques) - Lycanthrope Films
- Pays de production :  France
- Durée : 95 minutes
- Genre : Drame et science-fiction
- Date de sortie : France - 22 octobre 1969

## Distribution
- Richard Leduc : Simon Devereux
- Danièle Gaubert : Angela
- Serge Gainsbourg : Laurent
- Monique Lejeune : Félicienne
- Henri Déus : Philibert
- Jean Lescot : Guy
- Gregory Chmara : le vieillard
- Denise Péron : Mme Petersen
- Sonia Saviange : Mme Lopez
- Madeleine Damien : la vieille dame à la bouteille de lait
- Dennis Berry : le beatnick (crédité en tant que Denis Berry)
- Ren Villiers : Germaine
- Roger Lumont
- Maurice Bénichou
- Christian Van Cau
- François Valorbe
- Douglas Read
- Jacques Blot
- Jean Pommier
- Robert Benayoun